# Kirsten Müller-Vahl
Kirsten R. Müller-Vahl (geb. Rogmann; * 6. März 1964 in Hannover) ist eine deutsche Neurologin und Psychiaterin. Ihr wissenschaftlicher Schwerpunkt liegt in der Erforschung des Tourette-Syndroms.

## Leben
Müller-Vahl studierte von 1983 bis 1990 an der Medizinischen Hochschule Hannover (MHH) und wurde dort 1990 promoviert. 1999 schloss sie die Ausbildung zur Fachärztin für Neurologie und 2006 zur Fachärztin für Psychiatrie ab. Seit 2006 ist sie Oberärztin in der Abteilung für Klinische Psychiatrie und Psychotherapie bzw. seit 2008 an der Klinik für Psychiatrie, Sozialpsychiatrie und Psychotherapie der Medizinischen Hochschule Hannover. 2003 wurde Müller-Vahl an der  Medizinischen Hochschule Hannover habilitiert und mit der Lehrberechtigung für Experimentelle Psychiatrie ausgestattet; 2006 wurde die Lehrberechtigung auf das ganze Fach Psychiatrie erweitert. 2008 wurde sie zur außerplanmäßigen Professorin ernannt.
Seit 1994 untersucht Müller-Vahl die Therapie des Tourette-Syndroms mit Tetrahydrocannabinol. Sie wies eine signifikante Verbesserung der Symptome durch die Verabreichung dieses Wirkstoffes nach. Müller-Vahl zeichnet verantwortlich für die Einführung einer Tourette-Sprechstunde an der MHH, die anderen universitären Einrichtungen seither als Beispiel diente.
Müller-Vahl ist Mitglied des wissenschaftlichen Beirats der Tourette-Gesellschaft Deutschland Vorstandsmitglied der Internationalen Arbeitsgemeinschaft für Cannabinoidmedikamente (IACM), deren Vorsitzende sie von 2007 bis 2009 war und des wissenschaftlichen Beirats des Branchenverbandes Cannabiswirtschaft e.V.

## Schriften (Auswahl)
- Kirsten Rogmann: Das Angiotensin-Converting Enzym bei Cholestasen. 1989 (Dissertation, Medizinische Hochschule Hannover, 1990).
- Behandlung des Tourette-Syndroms: Broschüre. 2002 (PDF, 166 kB).
- Die Behandlung des Tourette-Syndroms mit Delta-9-Tetrahydrocannabinol (THC). 2003 (Habilitationsschrift, Medizinische Hochschule Hannover, 2003).
- Tourette-Syndrom und andere Tic-Erkrankungen im Kindes- und Erwachsenenalter. Medizinisch Wissenschaftliche Verlagsgesellschaft, Berlin 2010; 2. Auflage 2014, ISBN 978-3-95466-099-5.